# 克里斯蒂安·扎卡尔多
克里斯蒂安·扎卡尔多（義大利語：Cristian Zaccardo，1981年12月21日—），意大利足球运动员，司职后卫，曾效力于意甲球會巴勒莫，2008年夏季加盟德甲球會禾夫斯堡。在沃尔夫斯堡坐穿板凳，被稱為「高价水货」，於2009年8月30日重返義大利，加盟意甲升班馬帕爾馬，2013年轉投AC米蘭。
扎卡尔多曾加入斯佩齐亚及博洛尼亚，至2004年始簽約加入巴勒莫。他於2002年入選義大利21歲以下國家隊；2004年始正式升格為一線國家隊成員。儘管在國家隊多年，他的防守能力一直備受質疑。其中最為人所熟悉的乃他在2006年世界杯裡，在一場分組賽中解圍失誤射入「烏龍球」，令意大利只能和局收場。雖然意大利國家隊贏得世界杯冠軍，扎卡尔多的「烏龍球」依然使球迷耿耿於懷。

## 註腳
1. ↑  .   [2008-06-09]. （原始内容存档于2008-05-12）.
2. ↑  . 德国足球在线. 2009-08-30  [2009-09-03]. （原始内容存档于2011-09-21） （中文（简体））.